# Segreteria per l'economia
La Segreteria per l'economia è un organismo economico della Curia romana voluto da papa Francesco per armonizzare le politiche di controllo riguardo alla gestione economica della Santa Sede e della Città del Vaticano.

## Istituzione
Con la lettera apostolica in forma di motu proprio del 24 febbraio 2014 Fidelis dispensator et prudens, papa Francesco ha istituito il Consiglio per l'economia, la Segreteria per l'economia e l'Ufficio del revisore generale.
La Segreteria attua il controllo e la vigilanza sugli enti di cui si occupa il Consiglio, «come pure le politiche e le procedure relative agli acquisti e all'adeguata allocazione delle risorse umane, nel rispetto delle competenze proprie di ciascun ente»; è tenuta a redigere il bilancio dettagliato della Santa Sede e dello Stato della Città del Vaticano e risponde direttamente al Papa.

È presieduta da un prefetto, che collabora con il segretario di Stato e che è assistito da un segretario generale. Il prefetto è «responsabile della stesura degli Statuti definitivi del Consiglio per l'economia, della Segreteria per l'economia e dell'ufficio del Revisore Generale»; quest'ultimo effettua gli audit sugli enti controllati dal Consiglio.
Il motu proprio non modifica i compiti dell'Amministrazione del patrimonio della Sede Apostolica né dell'Autorità di informazione finanziaria.
Con lettera apostolica in forma di motu proprio dell'8 luglio 2014, papa Francesco ha stabilito il trasferimento alla Segreteria per l'economia delle competenze che, fino a quel momento, erano in capo alla Sezione Ordinaria dell'APSA.
Il 22 febbraio 2015 sono stati approvati gli Statuti del Consiglio per l'Economia, della Segreteria per l'economia e dell'Ufficio del revisore generale.
Con motu proprio del 16 gennaio 2024 si stabilisce che il Segretariato ha competenza su tutte le decisioni di spesa che superino il 2% dei costi totali di un ente ecclesiastico, desunti dalla media dei bilanci consuntivi degli ultimi tre anni, e comunque non inferiore a 150.000 euro. Dopo 30 giorni vige il principio del silenzio-assenso. La procedura deve concludersi entro il termine perentorio di 40 giorni.
Ha sede nella torre San Giovanni, nei Giardini Vaticani.

## Cronotassi

### Prefetti
- Cardinale George Pell † (24 febbraio 2014 - 24 febbraio 2019 cessato)
- Presbitero Juan Antonio Guerrero Alves, S.I. (14 novembre 2019 - 1º dicembre 2022 dimesso)
- Dott. Maximino Caballero Ledo, dal 1º dicembre 2022

### Segretari generali
- Arcivescovo Alfred Xuereb (3 marzo 2014 - 26 febbraio 2018 nominato nunzio apostolico in Corea e Mongolia)
- Dott. Maximino Caballero Ledo (4 agosto 2020 - 1º dicembre 2022 nominato prefetto del medesimo dicastero)
- Dott. Benjamín Estévez de Cominges, dal 1º febbraio 2024

### Segretari per la sezione amministrativa
- Presbitero Luigi Mistò, dal 14 aprile 2015[7]